# Six Flags Wild Safari
Six Flags Wild Safari is gelegen in Jackson in de Amerikaanse staat New Jersey naast Six Flags Great Adventure en Six Flags Hurricane Harbor. Het park beslaat zo'n 1.416.399 m² grond en heeft een oprijlaan tot het park van 7,2 km lang. Het park heeft 11 themazones.
Wild Safari opende voor het publiek op 4 juli 1974, samen met het grote buurpark Six Flags Great Adventure